# Cantón de Échirolles-Este
El cantón de Échirolles-Este era una división administrativa francesa, que estaba situada en el departamento de Isère y la región de Ródano-Alpes.

## Composición
El cantón estaba formado por una comuna, más una fracción de la comuna que le daba su nombre:
- Bresson
- Échirolles (fracción)

## Supresión del cantón de Échirolles-Este
En aplicación del Decreto nº 2014-180 de 18 de febrero de 2014, el cantón de Échirolles-Este fue suprimido el 22 de marzo de 2015 y sus 2 comunas pasaron a formar parte del nuevo cantón de Échirolles.